# Jasov
Jasov (deutsch Jossau/Joß, ungarisch Jászó) ist eine Gemeinde im Osten der Slowakei mit 3740 Einwohnern (Stand 31. Dezember 2024). Sie liegt im Okres Košice-okolie, einem Teil des Košický kraj.

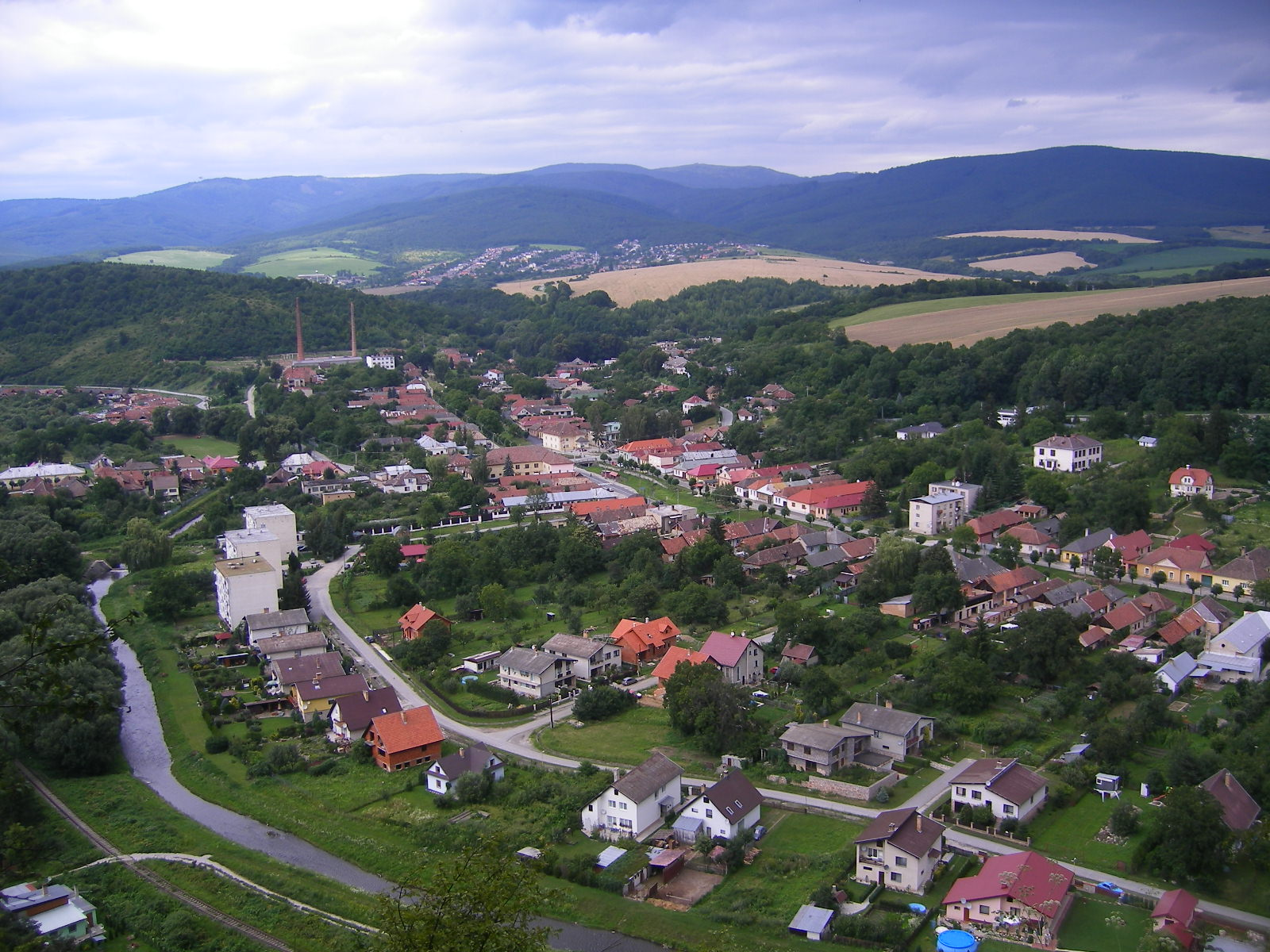
Blick auf Jasov aus der Vogelperspektive

## Geografie
Die Gemeinde Jasov liegt an der oberen Bodva am Nordostrand des Gebirgszuges Slowakischer Karst (Slovenský kras), 21 Kilometer westlich von Košice.
Zu Jasov gehört der 1950 eingemeindete Ort Jasovský Podzámok (deutsch Pisendorf).
Nachbargemeinden von Jasov sind Prakovce im Norden, Poproč im Nordosten, Rudník im Osten, Debraď im Süden, Turňa nad Bodvou im Südwesten, Medzev im Westen sowie Vyšný Medzev im Nordwesten.

## Geschichte
Der Ort wurde 1243 zum ersten Mal urkundlich als Jazow erwähnt und war schon vorher ein bedeutender Siedlungsplatz.
Bis 1918 gehörte die Gemeinde zum Königreich Ungarn und kam dann zur neu entstandenen Tschechoslowakei. Durch den Ersten Wiener Schiedsspruch kam sie von 1938 bis 1945 kurzzeitig wieder zu Ungarn.
Bekannt ist er vor allem durch das berühmte Kloster der Prämonstratenser, welches den Ort dominiert. Im Mittelalter sollte der Ort zu einem Bergbauzentrum ausgebaut werden (mit Hilfe deutscher Bergleute), deshalb wurde der Jasov 1243 zur Bergstadt und war später auch Mitglied der 7 oberungarischen Bergstädte. Nach dem Scheitern des Vorhabens aufgrund unergiebiger Vorkommen entwickelte sich der Ort als regellose Anlage weiter.
In Jasov befindet sich die Jossauer Höhle (slowakisch Jasovská jaskyňa), eine ganzjährig geöffnete Tropfsteinhöhle und zugleich die älteste begehbare in der Slowakei.
|  |  |  |

## Bevölkerung
| Jahr                | 1994 | 2004     | 2014     | 2024    |
| ------------------- | ---- | -------- | -------- | ------- |
| Anzahl der Personen | 2436 | 2832     | 3500     | 3740    |
| Unterschied         |      | +16,25 % | +23,58 % | +6,85 % |

| Jahr                | 2023 | 2024    |
| ------------------- | ---- | ------- |
| Anzahl der Personen | 3675 | 3740    |
| Unterschied         |      | +1,76 % |